# Jornada de los Gelves (1520)
La Jornada de los Gelves fue una expedición militar española, realizada en 1520, contra la isla de Yerba (o Gelves), en Túnez. Liderada por Hugo de Moncada finalizó con la capitulación del jeque de la isla y su conversión en tributario del rey de España.

## Antecedentes
En 1510, bajo el reinado de Fernando el Católico, don García de Toledo había intentando tomar la plaza durante una expedición que, por su resultado fue conocida como desastre de los Gelves.
Durante el reinado de Carlos V, se llevó a cabo una fallida expedición sobre Argel en 1518, y en 1519 Hugo de Moncada fue derrotado en el mar por naves corsarias. Siendo la isla de Djerba un puerto del rey de Túnez, feudatario del sultán de Turquía Selim I y base de corsarios turcos y berberiscos en el Mediterráneo, y habiendo padecido numerosos ataques tanto terrestres como a navíos españoles, el Emperador decidió en 1519 preparar una expedición para tomar esta plaza.

## Formación de la Armada
El mando de la armada se concedió a don Hugo de Moncada con título de capitán general. Durante el verano de 1519 se hicieron los aprestos en Barcelona, Valencia, Cartagena y Málaga, y tras reunirse los barcos en Ibiza y Formentera, hibernaron los hombres en Sicilia. A mediados de abril de 1520 parte la armada a las costas de Túnez.

## Batalla
Tras desembarcar el ejército a unas 18 millas de los Gelves, el día 28 de mayo se inicia la marcha contra la isla, y tras caminar milla y media son atacados por el ejército del jeque Said, compuesto por diez o doce mil infantes y apenas doscientos soldados de caballería. A pesar de los primeros reveses, Hugo de Moncada por un lado, y los caballeros flamencos por otro, consiguen rechazar a los enemigos que se dan a la fuga, perdiendo en el encuentro unos 500 hombres, mientras que del español habían muerto unos 200 infantes y 60 de a caballo.
Tras reposar un tiempo en el campo instalado en el punto de desembarque, el ejército de Moncada parte de nuevo hacia los Gelves. El 8 de mayo, se fortifica un caserío a medio camino del castillo. El jeque inicia las negociaciones, no aguardando socorro de su señor, el rey de Túnez, y capitula, convirtiéndose en tributario del rey de España.

## Consecuencias
En Gelves se procedió a construir de inmediato una nueva fortificación, y se instaló una guarnición española. El jeque no quedó desposeído de la plaza, sino que se convirtió en tributario del rey, obligándole a pagar una renta de 12.000 doblas por año.